# Olav Tryggvason-monumentet
63°25′49.9″N 10°23′42.3″Ø / 63.430528°N 10.395083°Ø
Olav Tryggvason-monumentet, også kaldt Olav Tryggvason-støtten og lignende, er et monument over Olav Tryggvason udformet af billedhuggeren Wilhelm Rasmussen (1879–1965) og rejst på Torvet i Trondheim 1921. 
Det 18 meter høje mindesmærke består af en skulptur af Olav Tryggvason, byens grundlægger og Norges konge 995-1000, placeret øverst på en søjle med en sokkelfod. Kongen er fremstillet med sværd og kors-prydet rigsæble i hænderne. Bag benene på figuren ligger det afhuggede hoved af trællen Tormod Kark som ifølge Olav Tryggvasons saga blev dræbt efter at han havde taget livet af sin herre Håkon Jarl. 
Monumentet blev afsløret af kong Haakon 7. 18. september 1921 i forbindelse med åbningen af  Dovrebanen i juni det år. Kunstværket var vinderbidraget i en konkurrence administreret af Trondheim kommune og ble givet som gave fra industribyggeren og grossisten Dyre Halse (1854–1934). Monumentet regnes som et af kunstnerens hovedværker. 
I forbindelse med udsmykningen af  byen til 900-årsjubilæet for sankt Olav og Trøndelagsudstillingen i 1930 blev der på  på torvet omkring  monumentet anlagt et solur hvor søjleskyggen udgør viseren i uret. Traceen for Ilalinja, en sporvognslinje som blev oprættet af  Trondheim Sporvei i 1901, gik oprindelig over Torvet og Munkegata, men blev i 1961 af æstetiske grunde flyttet til Prinsens gate – skinnerne gik gennem solur-mosaikken omkring Olav Tryggvason-støtten.
- Ila-sporvognen fra Trondheim Sporvei forbi monumentet 1922. Sporvognstraseen blev flyttet væk fra Torvet i 1961. Munkegata og Kongens gate krydser over torvet. 
Foto: Trondheim byarkiv
- Torvet omkring 1955. I baggrunden ses daværende Hotell Phoenix
Foto:  Trondheim byarkiv
- Torvet med monumentet i 1960'erne. Solur-mosaikken blev anlagt 1930. Langs Kongens gate ses Hornemansgården med Vor Frue Kirke bag. 
Postkort: Trondheim byarkiv
- Foto fra først i 1960'erne. 
Foto: Nasjonalbibliotekets billedarkiv
- Børneoptoget en 17. maj i 1970'erne passerer monumentet. I enden af Munkegata ses Nidarosdomen. Kvarteret  til højre huser blandt andet Trondheim Torg, et indkøbscenter etableret 1992.
Postkort: Aune/Trondheim byarkiv
- Rasmussen fremstiller Olav Tryggvason, byens grundlægger, med sværd og rigsæble. Ved føderne ligger det afhuggede hoved af trællen Tormod Kark.
Foto: Vegard Ottervig, 2012